# Jenny Schon
Jenny Schon (* 16. Dezember 1942 in Trautenau, Reichsgau Sudetenland) ist eine deutsche Autorin, Herausgeberin und Stadtführerin.

## Leben
Jenny Schon wurde mit ihrer Mutter im Juli 1945 aus Trautenau im Riesengebirge vertrieben. Über Umwege kamen sie nach Brühl im Rheinland, dem Heimatort ihres Vaters. Dort ging sie zur Volksschule. In Köln machte sie eine Lehre als Steuerfachgehilfin. Nach dem Mauerbau am 13. August 1961 folgte sie einem Aufruf des Bundesjugendrings und fuhr nach West-Berlin, um dort zu arbeiten, weil Arbeitskräfte rar geworden waren. Sie machte eine Buchhändlerlehre und war Mitbegründerin der Studentenbuchhandlung „Das Politische Buch“. Sie war Mitglied im Republikanischen Club und im SDS. Auf dem zweiten Bildungsweg erlangte sie das Abitur. Ab 1969/70 begann sie ein Studium der Sinologie und Publizistik. 1972 folgte sie einer Einladung aus dem Außenministerium der Volksrepublik China und fuhr nach China, obwohl die Bundesrepublik Deutschland damals keine diplomatischen Beziehungen zur Volksrepublik hatte. Seitdem erfolgten diverse Veröffentlichungen zu China. 1983 beendete sie ihr Studium mit dem Abschluss Magister.
Von 1988 bis 1993 absolvierte sie ein Aufbaustudium in den Fächern Philosophie und Kunstgeschichte. Zwischen 1988 und 1991 hatte sie an der Freien Universität Berlin mehrere Lehraufträge zum Thema „Chinesische Philosophie“.
Nach der Wende erfolgte ein Besuch in ihrer Geburtsheimat Trautenau im böhmischen Riesengebirge. Schon publizierte mehrfach zu Böhmen, besonders über den aus Wscherau bei Pilsen stammenden Bildhauer Franz Metzner, der die Figuren am Völkerschlachtdenkmal in Leipzig schuf und dessen Mitarbeiter, den akademischen Bildhauer Emil Schwantner, eines Verwandten aus der böhmischen mütterlichen Familie von Jenny Schon. Aus dieser Familie stammt auch der amerikanische Komponist und Pulitzerpreisträger Joseph Schwantner. Die Wiederbegegnung mit der Geburtsheimat floss in ihre Publikationen ein, besonders die späte Traumatisierung der Kriegskinder durch Flucht und Vertreibung. Sie schrieb u. a. für die Prager Zeitung, Landesecho Prag und Berliner Literaturkritik. Nach der Wende suchte sie auch die Spuren der mütterlichen Familie ihres rheinischen Vaters, der thüringischen Familie Weisheit, der auch die Hochseil-Akrobaten-Gruppe Weisheit aus Gotha entstammt.
Jenny Schon schreibt Lyrik, Romane sowie Beiträge in Anthologien. Viele ihrer Bücher sind mit ihren eigenen Fotografien und Graphiken ausgestattet. Sie lebt in Berlin und ist dort seit 1998 auch als selbstständige Stadtführerin tätig.
Sie ist Gründungsmitglied des Vereins Kunst.Raum.Steglitz e. V. Berlin, Mitglied im PEN-Zentrum Deutschland, 2023 Mitglied im PEN Berlin, Mitglied in der Künstlergilde e. V. Esslingen, in der GEDOK e. V. Berlin, Künstlerkolonie e. V. Berlin, Stifter Verein e. V. München.
2021 wurde Jenny Schon als ordentliches Mitglied der Klasse der Künste und Kunstwissenschaften in die Sudetendeutsche Akademie der Wissenschaften und Künste berufen.
Nach 25 Jahren Stadtführungen in Berlin, besonders zu Themen wie Seidenbau in Preußen, böhmische Exulanten, aber auch zu Orten und Kiezen besonders im Südwesten der Stadt, wo sie seit über 60 Jahren lebt, brachte Jenny Schon das Buch Die Spaziergängerin von Berlin heraus, in dem sie an viele vergessene Frauen und Männer erinnert.
Zum Gedenkjahr 1945–2025 erscheint der Roman An den Marken der Zeit. Für Jenny Schon, deren Familie 1945 aus Böhmen vertrieben wurde, begann eine Traumatisierung, wie bei vielen der 15 Millionen vertriebenen Deutschen, die bis heute anhält. Aleida Assmann, die das Vorwort verfasst hat, schreibt dazu: „Jenny Schons Roman orientiert sich an den „Marken der Zeit“, Markierungen und Schwellen, die im Leben lesbar bleiben, aber nicht gleich entziffert werden können.“  
Jenny Schon setzt sich für eine Erinnerungskultur und ein Denkmal gegen sexualisierte Kriegsgewalt ein. Sie bat die Bundestagspräsidentin: Gedenken Sie bitte dieser Opfer von sexualisierter Kriegsgewalt. Aus diesem Anlass wurde sie von der Bundestagspräsidentin Julia Klöckner zur Gedenkfeier zum 80. Gedenktag an das Ende des Zweiten Weltkrieges am 8. Mai 2025 eingeladen. Julia Klöckner zitierte wörtlich aus dem Brief von Jenny Schon: "Als Augenzeugin des 2. Weltkriegs (82 Jahre alt) und Zeugin der Vergewaltigung meiner Mutter an der Grenze Tschechien/Sachsen im Sommer 1945 bei den Wilden Vertreibungen möchte ich dringend darum bitten, daß endlich dieses Jahr zum 80. Gedenken an den 2. Weltkrieg und seine Folgen, der Frauen gedacht wird, die Opfer von sexualisierter Kriegsgewalt wurden und bis heute im Rahmen kriegerischer Konflikte Opfer von Gewalt werden, weil sie Frauen sind.'

## Bibliografie

### Lyrik
- Böhmische/Česká Polka. Gedichte und Fotos. Geest, Vechta 2005. (deutsch-tschechisch)
- Wie Männer mich lehrten, die Bombe zu halten und ich sie fallen ließ. Gedichte und Fotos. Geest, Vechta 2009.
- Rheinisches Rondeau. Erzählungen. Gedichte. trafo Verlag, Berlin 2012, ISBN 978-3-86465-010-9.
- Fus-s-volk: Gedichte. Geest Verlag, Vechta 2012, ISBN 978-3-86685-386-7.
- endlich sterblich – de brevitate vitae. Gedichte. Geest Verlag, Vechta 2016, ISBN 978-3-86685-553-3.
- lautes schweigen. Lyrikband. Geest Verlag, Vechta 2018, ISBN 978-3-86685-700-1. (illustriert von Christiane Lenz.)
- Fragen bleiben … vita variatur. Gedichte. Geest Verlag, 2020, ISBN 978-3-86685-802-2, Collagen Christiane Lenz.
- Zukunft atmen. Gedichte. Geest Verlag, 2022, ISBN 978-3-86685-894-7, Illustrationen Bettina Griepentrog.
- Diverse Gedichte zum Thema Wasser. In: Wir sprechen vom Wasser, Projekt der GEDOK, Projekt Verlag, Bochum, 2022.
- Diverse Gedichte. In: Roll over Goethe, Schiller & Co. Hrsg. Therese Bauer, Wiener Verlag, Wien, 2024-
- BaumGespräche. Gedichte, Geest Verlag, ISBN 978-3-86685-360-7, 2024.
- Abschied. Gespräch über Bäume. Gedicht. In: Kontrapunkt, Ulrich-Grasnick-Preis 2024, Klak Verlag.
- Manchmal habe ich Angst, Gedicht, in: Gespräche über Bäume, Kröner Edition Klöpfer, 2025, ISBN 978-3-520-77201-5

### Romane/Prosa
- Der Graben. Roman. verlag am park/edition ost, Berlin 2005.
- Die Sammlerin. Roman. trafo, Berlin 2009.
- mit Joachim Süß: PostelbergKindeskinder – Träume und Trauma. Erzählungen und Gedichte. Odertor-Verlag, Bad Schussenried 2011.
- Finger zeig. Geschichten zum 25. Jahr der Maueröffnung. Geest-Verlag, 2014, ISBN 978-3-86685-470-3.
- 1967 Wespenzeit. Roman. Dahlemer Verlagsanstalt, Berlin 2015, ISBN 978-3-928832-53-3.
- halbstark. Roman. Geest Verlag, Vechta 2017, ISBN 978-3-86685-635-6.
- Der Duft der Bücher. Roman. Dittrich Verlag, 2019, ISBN 978-3-947373-40-6.
- Flüchtige. Erzählungen zu 30 Jahre Mauerfall und Samtenen Revolution. Geest Verlag, Vechta 2019, ISBN 978-3-86685-739-1.
- Hier stehe ich...Ich kann nicht anders. Geschichten von Widerstand. Essays und Erzählungen. Geest Verlag, Vechta 2021, ISBN 978-3-86685-842-8.
- Das Seidenbrokatsofa. Roman der siebziger Jahre. Dittrich Verlag, Weilerswist 2021, ISBN 978-3-947373-67-3.
- An den Marken der Zeit, Roman, Wiener Verlag, Wien, 2024, ISBN 978-3-99061-037-4, Vorwort Prof. Dr. Aleida Assmann.

### Sachbücher/Essays
- China im Vertrauen auf die eigene Kraft. Reisebericht. Berlin, Oberbaum 1973.
- Frauen in China. Studie. Bochum, Brockmeyer 1982.
- Das Weibliche in der chinesischen Philosophie. In: Frauenstudien. Beiträge der Berliner China-Tagung 1991. (= Berliner China-Studien. 20). Minerva Publikationen, Saur Verlag, München 1992, ISBN 3-597-10616-1.
- Emil Schwantner. Ein starkes Temperament in stetem Kampfe um seine formale Bändigung. Tschechisch-deutscher Katalog. Städtische Galerie Trautenau/Trutnov 1996.
- Bildwerke im öffentlichen Raum Ostböhmens – Auf den Spuren des akademischen Bildhauers Emil Schwantner. In: Friedhof und Denkmal, Zeitschrift für Sepulkralkultur. 5, Kassel 2008.
- Der Bildhauer Franz Metzner – Hundert Jahre Völkerschlachtdenkmal. Leipzig, Jahrbuch Leipzig 2013.
- Verlorene Geschichten wieder entdeckt. Zum 70. Geburtstag der Dichterin Gertie Hampel-Faltis (1897–1944). In: Stifter Jahrbuch. Band 28, München 2014.
- Eine Vertreibung in Etappen – Rückschau nach 70 Jahren. In: Sudetendeutsche Zeitung. München, 3. Juli 2015.
- Böhmen nicht am Meer – Eine Spurensuche bis heute. Gerhard-Hess-Verlag, 2016, ISBN 978-3-87336-483-7.
- Die Spaziergängerin von Berlin – 25 Jahre Gehkunst – Auf den Spuren von vergessenen Frauen und Männern. Geest Verlag, 2023, ISBN 978-3-86685-953-1.
- Ich dachte mich männlich – Über das Fehlen von Frauen in Literatur und Kunst, in: Schriften der Sudetendeutschen Akademie der Wissenschaften und Künste, Band 42, München 2023, S. 143–161.
- Auf der Suche nach dem ungeheuren Ungeziefer, zum Kafka-Jahr 2024, in: Therese Bauer (Hg.), Dämonologie der Postmoderne, Wiener Verlag, Wien, ISBN 978-3-99061-0-466.

### Herausgeberschaften
- Die Bonner kommen! Satiren. Jaron, Berlin 1998.
- Wo sich Gott und die Welt traf – Westberlin. Zum 50. Jahrestag – 13. August 1961. Zeitzeugen erinnern sich der ersten Jahre nach dem Mauerbau. Geest, Vechta 2011.
- Alter, Konkursbuch 40. 2003, ISBN 3-88769-240-3.
- Woman and literature in China. Berlin 1985, ISBN 3-88339-452-1.

## Preise und Auszeichnungen
- 1997: Förderstipendium des Adalbert-Stifter-Vereins, München
- 2007: 3. Preis Erzählwettbewerb Der Tagesspiegel/Museen Dahlem für die Erzählung Schlafes Schwester[7]
- 2008: 3. Preis des undotierten Schreibwettbewerbs Zeitzeugenpreis Berlin-Brandenburg für die Erzählung Mein erster Berlin Marathon[8]
- 2011: Anerkennungspreis für Essay Als ob einem die Augenlider weggeschnitten wären, Wettbewerb „Kleist und ich“ des Kleist-Museums Frankfurt/Oder
- 2011: 1. Preis Lyrik für das Gedicht Winterliebe 3. Berner Bücherwochen[9]
- 2013: Nominiert (Shortlist) für Landschreiber-Wettbewerb Leipzig 2013 mit der Erzählung Schlafes Schwester.
- 2013: 3. Preis der Künstlergilde Eßlingen für das Gedicht Stadtrandgeschichten[10]
- 2013: Preisauszeichnung für die Erzählung Mutter verlieren und Veröffentlichung im Rahmen des Literaturwettbewerbs der Bonner Buchmesse Migration November 2013
- 2013: Preisauszeichnung für Auch Dita tanzt beim Literaturwettbewerb „Irrtum“ Bremen
- 2014: Bestenliste im Hildesheimer Lyrikwettbewerb mit „Winterliebe“[11]
- 2015: Sonderpreis Mundart, 3. Landschreiber-Wettbewerb „Sprache und Tarnung“, Münster,
- 2015: 2. Preis Lyrik für das Gedicht „Kafka“, Künstlergilde
- 2016: Andreas-Gryphius-Preis für das Lebenswerk[12]
- 2017: textplusbild Düsseldorf, 3. Preis Prosa „Verloren“
- 2017: Lyrikpreis KünstlerGilde Esslingen, 2. Lyrikpreis „Die jungen Jahre“
- 2017: 2. Preis beim 5. Landschreiberliteraturwettbewerb Sprache und Elemente, Münster
- 2018: Bestenliste Autorenwettbewerb „China-Roman“, 2018 Europäischer Universitätsverlag und in Kooperation mit dem Chinese Culture Translation and Studies Support und mit Förderung des Chinesischen Kulturministeriums, Bochum
- 2018: 1. Preis „Aufstieg durch Bildung“, Mannheim[13]
- 2020: 1. Preis „8. Landschreiberpreis Sprache und Umwelt Prosa“, Münster
- 2. Platz auf dem Hildesheimer Literaturbewerb 2024

für das Gedicht "Schneeball rollen".